# Boaz Myhill
Glyn Oliver Myhill, meglio conosciuto come Boaz Myhill (Modesto, 9 novembre 1982), è un ex calciatore statunitense naturalizzato gallese, di ruolo portiere, preparatore dei portieri del West Bromwich.

## Carriera
Dopo sette stagioni trascorse difendendo la porta dell'Hull City, dopo la retrocessione dalla Premiership della squadra, nel luglio 2010 passa al West Bromwich Albion. Il 30 luglio 2011 passa in prestito al Birmingham City.